# Џон Куфуор
Џон Кофи Агјекум Куфуор (енгл. John Kofi Agyekum Kufuor; Кумаси, 8. децембар 1938) је адвокат и бивши једанаести, пети цивилни председник Гане.

## Биографија
Рођен је у месту Кумаси, другом по величини граду у Гани, у римокатоличкој породици. Образовао се на престижним домаћим и страним институцијама. Два пута је био биран као посланик у парламенту, једном чак и као заменик вође клуба посланика највеће опорбене странке. Основао је неколико странака, а учествовао је и у раду Уставних скупштина које су донеле Уставе Друге и Треће Републике, но обе републике су срушене у пучевима. Пре успона на власт као председник, више од 30 година био је у јавној служби. По занимању је адвокат.
Када је 1981. године коначно на власт дошао поручник ваздухопловства Џери Ролингс, Џон Куфуор је био један од позваних да се придруже у раду Националне Владе. Прихватио је понуду, те је постао министар за локалну управу, где је створио темеље за данашње Среске скупштине које постоје у Гани.
Као кандидат Нове патриотске странке био је председнички кандидат на изборима 1996. године и 1998. године, али није успео да победи Ролингса. Те исте 1996. године, постао је и председник Странке, а на конвенцији где се одлучивало ко ће да буде кандидат, од 2000 делегата, чак 1034 изабрало је њега за председничког кандидата странке, али је изборе за председника државе изгубио.
Коначно су 2000. године одржани избори, а Куфуор је победио Џона Ату Милса, Ролингсова потпредседника и онога којег је Џери изабрао за наследника на положају председника. Устав Четврте Републике допушта само два мандата која трају 4 године. Функцију је преузео 7. јануара 2001. године, а победио је и на изборима 7. децембра 2004. године. Дана 29. јануара 2007. године био је изабран за председника Афричке уније током 2007. године и 2008. године.
Године 2011, он и бразилски председник Луис Инасију Лула да Силва добили су престижну Светску награду за прехрану, јер су се током својих мандата посветили искорењивању глади и сиромаштва у својим земљама.